# 马永波
马永波（1964年—），是中国现代诗人、翻译家。黑龙江克山人。
马永波1986年毕业于西安交通大学，之后开始发表诗作。八十年代末从事西方后现代主义诗歌的研究翻译和整理工作，作品共计有八百多万字。现居南京。

## 主要作品
- 《以两种速度播放的夏天》
- 《1940年后的美国诗歌》
- 《1970年后的美国诗歌》